# Langley Kirkwood
Langley Kirkwood, född 14 april 1973 i Bromley i London, är en brittisk-sydafrikansk skådespelare.
Kirkwood har bland annat medverkat i TV-serierna Generation Kill och One Piece. Han har även medverkat i filmen King Solomon's Mines.

## Filmografi (i urval)
- 2004 – King Solomon's Mines
- 2006 – Legosoldaten
- 2008 – Generation Kill (TV-serie)
- 2013 – The Bible (miniserie) (TV-serie)
- 2014 – The Salvation
- 2019–2023 – Warrior (TV-serie)
- 2023 – One Piece (TV-serie)